# Speedski-Weltcup 2015
Der Speedski-Weltcup 2015 begann am 3. März 2015 in Grandvalira und endete am 22. März 2015 in Idre. Den Gesamtweltcup bei den Männern gewann der Italiener Ivan Origone. Bei den Frauen war die Italienerin Valentina Greggio erfolgreich. Höhepunkt der Saison war die Speedski-Weltmeisterschaft 2015 in Grandvalira am 1. und 2. März 2015, deren Ergebnisse jedoch nicht zum Weltcup zählten.

## Weltcupwertung
| Rang | Athlet               | Punkte |
| ---- | -------------------- | ------ |
| 1    | Ivan Origone         | 410    |
| 2    | Klaus Schrottshammer | 330    |
| 3    | Christian Jansson    | 318    |
| 4    | Simone Origone       | 305    |
| 5    | Bastien Montes       | 275    |
| 6    | Jan Farrell          | 147    |
| 7    | Jimmy Montes         | 129    |
| 8    | Daniel Andersson     | 123    |
| 9    | Ismael Devenes       | 118    |
| 10   | Reto Eigenmann       | 114    |

| Rang | Athletin               | Punkte |
| ---- | ---------------------- | ------ |
| 1    | Valentina Greggio      | 460    |
| 2    | Karine Dubouchet Revol | 370    |
| 3    | Linda Baginski         | 350    |
| 4    | Tomoko Shimbo          | 216    |
| 5    | Hanna Matslofva        | 145    |
| 6    | Teria-Jo Davies        | 110    |
| 7    | Lisa Hovland-Udén      | 60     |
| 8    | Célia Martinez         | 40     |

## Podestplatzierungen Herren
| Datum         | Ort         | 1. Platz             | 2. Platz             | 3. Platz             |
| ------------- | ----------- | -------------------- | -------------------- | -------------------- |
| 3. März 2015  | Grandvalira | Klaus Schrottshammer | Ivan Origone         | Simone Origone       |
| 12. März 2015 | Sun Peaks   | Ivan Origone         | Simone Origone       | Klaus Schrottshammer |
| 13. März 2015 | Sun Peaks   | Ivan Origone         | Klaus Schrottshammer | Christian Jansson    |
| 21. März 2015 | Idre Fjäll  | Christian Jansson    | Ivan Origone         | Simone Origone       |
| 22. März 2015 | Idre Fjäll  | Christian Jansson    | Bastien Montes       | Simone Origone       |

## Podestplatzierungen Damen
| Datum         | Ort         | 1. Platz          | 2. Platz               | 3. Platz          |
| ------------- | ----------- | ----------------- | ---------------------- | ----------------- |
| 3. März 2015  | Grandvalira | Valentina Greggio | Linda Baginski         | Lisa Hovland-Udén |
| 12. März 2015 | Sun Peaks   | Valentina Greggio | Karine Dubouchet Revol | Teria-Jo Davies   |
| 13. März 2015 | Sun Peaks   | Linda Baginski    | Karine Dubouchet Revol | Valentina Greggio |
| 21. März 2015 | Idre Fjäll  | Valentina Greggio | Karine Dubouchet Revol | Linda Baginski    |
| 22. März 2015 | Idre Fjäll  | Valentina Greggio | Karine Dubouchet Revol | Linda Baginski    |